# Залесе (гміна Плосьниця)
Залесе (пол. Zalesie) — село в Польщі, у гміні Плосьниця Дзялдовського повіту Вармінсько-Мазурського воєводства.
Населення — 393 особи (2011).
У 1975-1998 роках село належало до Цехановського воєводства.

## Демографія
Демографічна структура станом на 31 березня 2011 року:
|          | Загалом | Допрацездатний вік | Працездатний вік | Постпрацездатний вік |
| -------- | ------- | ------------------ | ---------------- | -------------------- |
| Чоловіки | 198     | 52                 | 112              | 34                   |
| Жінки    | 195     | 37                 | 91               | 67                   |
| Разом    | 393     | 89                 | 203              | 101                  |